# 克罗瓦 (韦尔切利省)

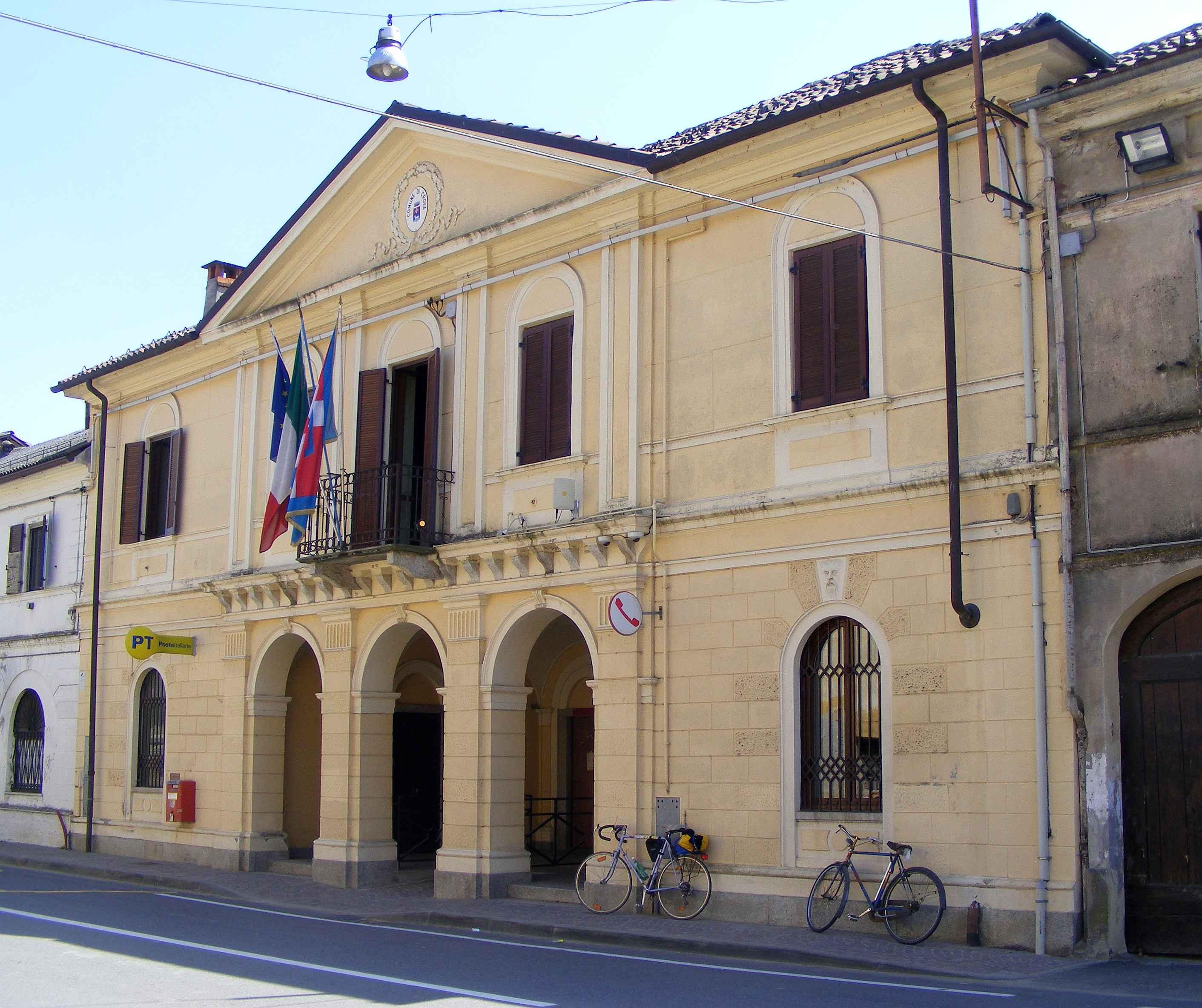
市政厅

克罗瓦（義大利語：Crova）是意大利皮埃蒙特大区韋爾切利省的市镇。位于都灵东北50公里、韦尔切利西边15公里处，面积为14.2平方公里，人口数量为431人（2004年）。